# クエーネオスクス
クエーネオスクス（学名: Kuehneosuchus ）もしくはキューネオスクスはイングランド南西部の後期三畳紀の地層（ノール階）から産出したクエーネオサウルス科爬虫類の絶滅属。現生のトビトカゲのように胴体側部から張り出した肋骨によって支持された翼膜によって滑空できたと考えられている。比較的乾燥した沖合に位置する小さな島嶼部に、翼竜、主竜形類、喙頭類、少数の哺乳類などと共に生息していた。

## 体制
近縁のクエーネオサウルスとの骨格上の差異は、胴椎と肋骨以外にはほとんど存在しない。頭胴長（吻端から総排出腔）が 250 mm、尾も含めた全長が 720 mm、頭骨長が 42 mm、頭骨最大幅が 38 mm、などの数値はクエーネオスクスとクエーネオサウルスでほとんど共通であるが、大きな違いは側部に張り出した肋骨によって作られる翼膜の大きさであり、クエーネオスクスの翼幅と翼面積はそれぞれ 400 mm と 406.0 cm2 であるのに対し、クエーネオサウルスのそれはずっと小さく 143 mm と143.0 cm2 である。
長骨は薄い壁で中空な骨幹と薄い緻密骨の中を粗い海面質で中実した関節端を持つ。これは骨の軽量化に寄与していると考えられ滑空への適応である可能性があるが、鳥類の骨にあるような気嚢が入り込む穴などは確認されておらず含気骨を持っていた証拠はない。
頸椎領域では明確な特殊化が見られない椎骨は肩帯を過ぎて後方に向かうあたりから変化を見せる。肋骨との関節部は横突起部分のみになり、横突起は左右に伸張し翼膜を支える椎骨では頭骨後端と同じくらいまで広がって肋骨はその先端部で関節する。横突起は背腹方向に長く前後方向に短い横断面で左右に伸びており、それと関節する肋骨も背腹方向に長く前後に短い横断面を持つ。翼膜を形成する長く伸びた肋骨は11対あり、2番目の対が最長でその後で少しずつ短くなっていく。翼膜の後では肋骨は横突起と合わさってただの棒状になり、仙椎部へ向かうに従い短くなっていく。翼膜を形成する肋骨はトビトカゲと同じように胴体に沿って折り畳むことができたと考えられている。トビトカゲが持つ展開可能な咽頭垂に似たような器官が存在すれば、ピッチ制御と安定性の維持に役立った可能性がある。

## 分類
クエーネオスクスは1962年の初記載当初は Pamela L. Robinson によってクエーネオサウルスの1種として Kuehneosaurus latissimus と命名された。その後、1967年に Robinson 自身の手によって本種を模式種として Kuehneosuchus が新設された。現在の所、模式種である Kuehneosuchus latissimus が唯一の種である。ホロタイプは NHMUK PV R 6111 で、一連の関節した脊椎骨と肋骨からなる。クエーネオスクスは下側頭弓が消失し方形骨と鱗状骨が可動な関節で繋がるという有鱗目の特徴を持っていたため、記載時にはクエーネオサウルス共々有鱗目の最古のメンバーとして分類されていた。
しかしその後、初期の鱗竜類研究が進むにつれこの分類には異議が唱えられるようになり、1988年の鱗竜形類に対する初めての総合的な分岐分析ではクエーネオサウルス類は鱗竜類のステムグループとされた。さらに2004年の研究ではドレパノサウルス類の姉妹群としてサウリア類のステムグループに移動されたが、Pamelina や修正したクエーネオサウルスのデータと共に行われた再分析の結果、鱗竜形類に戻された。
クエーネオサウルス科に属し最も近縁なのはクエーネオサウルスだと考えられている。前述のようにこの属はクエーネオサウルスと非常によく似ており、主に翼となる肋骨の長さによって区別され、比較的短くがっしりしているのがクエーネオサウルスであるのに対し4倍も長く華奢なのがクエーネオスクスである。しかしながら、その年齢や層準を考えれば両者の頭骨や主な体骨格はほぼ同一である。そのため、Robinsonによって別属とされた判断に逆行してクエーネオスクスはクエーネオサウルスの同属別種である、または同種の性的二形である、という可能性が指摘されている。

## 滑空
2008年に模型による風洞実験を含んだ航空力学的研究がクエーネオスクスとクエーネオサウルスについて行われた。翼の平面形として単純な長方形を想定した場合、縦方向の長さ（翼弦）に対する横方向の長さ（翼幅）をアスペクト比と呼び、アスペクト比が高いほど抗力に対する揚力の比（揚抗比）が大きくなり空気力学的性能はよくなる。長方形でない翼の場合、翼幅の2乗を翼面積で割った値（= 翼幅を平均翼弦で割った値）をアスペクト比とするが、この研究ではクエーネオスクスとクエーネオサウルスのアスペクト比はそれぞれ 3.94 と 1.43 と算出され、これは Robinson が1979年に出した数値（4.0 と 2.0）より少しだけ小さい。また、本体に加わる重力を翼面積で割った値は翼面荷重と呼ばれ、滑空可能な最低速度（これは小さいほど滑空しやすい）は翼面荷重の平方根に比例するため、翼面荷重が小さいほど滑空には好都合となる。両者の翼面荷重は（体重の推定値の変位が大きいため試算の結果にも幅があるが）、クエーネオスクスでは 34〜135 N/m2 で、クエーネオサウルスは 96〜384 N/m2 と推定された。
クエーネオスクスとクエーネオサウルスの各数値を比較すると前者の方が滑空に有利な数値となっており、クエーネオスクスの方が滑空に適応したボディプランを持っていることが示唆される。空中に飛び出る動物の行動として、降りていく際の降下角θ（水平面との角度） が 45° ＜θ の時は落下傘降下 (parachuting) で 45° ＞θ の時は滑空 (gliding) とされる。この研究では、クエーネオスクスは速度 7〜9 m/s 降下角が 13〜16° で滑空が可能だが、一方でクエーネオサウルスは速度 10〜12 m/s 降下角が 45° 以上で落下傘降下を行う、という結論が導出された。